# Deuxième guerre intercoloniale
Pour les autres conflits intercoloniaux des XVIIe et XVIIIe siècles, voir guerres intercoloniales.
Guerre de Succession d'Espagne
Batailles
Campagnes de Flandre et du Rhin
- Landau (1702)
- Friedlingen (1702)
- Kehl (1703)
- Ekeren (1703)
- Höchstädt (1703)
- Spire (1703)
- Schellenberg (Donauworth) (1704)
- Blenheim (1704)
- Landau (1704)
- Vieux-Brisach (1704)
- Eliksem (1705)
- Ramillies (1706)
- Stollhofen (1707)
- Cap Béveziers (1707)
- Cap Lizard (1707)
- Audenarde (1708)
- Wynendaele (1708)
- Lille (1708)
- Gand (1708)
- Malplaquet (1709)
- Douai (1710)
- Bouchain (1711)
- Denain (1712)
- Bouchain (1712)
- Douai (1712)
- Landau (1713)
- Fribourg (1713)

Campagnes d'Italie
- Carpi (1701)
- Chiari (1701)
- Crémone (1702)
- Luzzara (1702)
- Verceil (1704)
- Cassano (1705)
- Nice (1705-1706)
- Calcinato (1706)
- Turin (1706)
- Castiglione (1706)
- Toulon (1707)
- Gaeta (1707)
- Cesana (1708)
- Syracuse (1710)

Campagnes d'Espagne et de Portugal
- Cadix (1702)
- Vigo (navale 1702)
- Cap de la Roque (1703)
- Gibraltar (août 1704)
- Ceuta (1704) (es)
- Málaga (1704)
- Gibraltar (1704-1705)
- Marbella (1705)
- Montjuïc (1705)
- Barcelone (1705)
- Badajoz (1705)
- Barcelone (1706)
- Murcie (1706) (es)
- El Albujón (1706) (es)
- Santa Cruz de Ténérife (1706) (en)
- Almansa (1707)
- Xàtiva (1707)
- Ciudad Rodrigo (1707) (en)
- Lérida (1707)
- Tortosa (1708)
- Minorque (1708)
- Gudiña (1709)
- Almenar (1710)
- Saragosse (1710)
- Brihuega (1710)
- Villaviciosa (1710)
- Barcelone (1713-1714)

Campagnes de Hongrie
- Saint-Gotthard (1703) (en)
- Biskupice (1704) (en)
- Smolenice (1704) (en)
- Koroncó (1704) (en)
- Zsibó (1705) (en)
- Saint-Gotthard (1705) (en)
- Trenčín (1708) (en)

Antilles et Amérique du sud
- Santa Marta (1702)
- Guadeloupe (1703)
- Nassau (1703)
- Colonia del Sacramento (1704)
- Carthagène (1708)
- Rio (1710)
- Carthagène (1711)
- Rio (1711)
- Cassard (1712)

La deuxième guerre intercoloniale (ou Queen Anne's War dans l'historiographie britannique) désigne le théâtre américain de la guerre de Succession d'Espagne entre 1702 et 1713. Ce conflit est le second des guerres intercoloniales qui opposèrent les colonies françaises et anglaises (puis britanniques) en Amérique du Nord pour le contrôle du continent. Les alliés amérindiens des puissances européennes furent également impliqués dans les combats, ainsi que l'Espagne alors alliée de la France.
La guerre se déroula sur trois fronts :
1. La Floride espagnole et la Province anglaise de Caroline furent chacune sujettes à des attaques des deux camps. Les Anglais engagèrent les Français basés à Mobile, dans ce qui s'apparentait plus à une guerre par procuration avec le soutien des tribus amérindiennes. Ce théâtre d'opérations n'entraina pas de grands changements territoriaux, mais élimina presque toutes les populations amérindiennes de Floride, ainsi que le réseau espagnol de missions dans la zone.
2. Les colonies anglaises de Nouvelle-Angleterre affrontèrent les forces françaises et amérindiennes basées en Acadie et au Canada. La ville de Québec fut attaquée à plusieurs reprises par des expéditions britanniques mais ne tomba jamais. La capitale de l'Acadie, Port-Royal fut prise en 1710. Les Français et leurs alliés amérindiens menèrent des raids contre des cibles dans la Province de la baie du Massachusetts, dont le célèbre raid sur Deerfield en 1704.
3. Sur Terre-Neuve, les colons anglais basés à Saint-Jean à l'ouest de l'île se disputaient le contrôle de l'île avec les Français établis à Plaisance, à l'est. La plupart des opérations militaires se réduisaient à des raids de destruction des outils économiques de l'adversaire. Les Français capturèrent St. John's en 1709, mais les Britanniques la réoccupèrent rapidement après que les Français l'eurent abandonnée.

À la suite d'une paix provisoire en 1712, le traité d'Utrecht mit fin au conflit en 1713. La France abandonna ses revendications sur l'Acadie, la Baie d'Hudson et Terre-Neuve au profit de la Grande-Bretagne mais conserva l'Île du Cap-Breton et certaines îles dans le Golfe du Saint-Laurent. Certains termes du traité étaient ambigus, et les revendications de nombreuses tribus amérindiennes ne furent pas incluses dans le traité, ce qui laissait présager de futurs conflits.

## Contexte
Pour un article plus général, voir Guerre de Succession d'Espagne.
En 1701, la guerre éclate pour savoir qui doit succéder à Charles II d'Espagne mort sans héritier à la fin de la l'année 1700. Le conflit s'étend lorsque le Royaume d'Angleterre déclare la guerre à la France et à l'Espagne en mai 1702. Les tensions concernant les frontières entre les différentes colonies européennes étaient déjà importantes, particulièrement aux extrémités nord et sud des colonies anglaises. La population totale des colonies anglaises a été estimée à environ 250 000 personnes, principalement en Virginie et en Nouvelle-Angleterre. Les grandes villes étaient concentrées le long de la côte. À l'intérieur des terres, jusqu'aux Appalaches, existaient de petites implantations. La plupart des colons avaient très peu d'informations sur les territoires à l'intérieur du continent à l'est des Appalaches et au sud des Grands Lacs. Cette zone était dominée par les tribus amérindiennes, même si des marchands anglais et français pénétraient dans ces territoires. Les missionnaires espagnols avaient établi en Floride un important réseau de missions pour pacifier et convertir les populations indigènes au christianisme. La population espagnole était relativement faible (environ 1 500 personnes) et la population autochtone qu'ils administraient est estimée à environ 20 000. Les explorateurs français s'étaient établis à l'embouchure du Mississippi, près de laquelle ils fondèrent Fort Maurepas (près de l'actuel Biloxi (Mississippi)) en 1699. À partir de là, ils commencèrent à commercer avec l'intérieur des terres et à établir des relations amicales avec les Choctaws, une importante tribu dont les ennemis héréditaires étaient les Chicachas, alliés aux Anglais. Toutes ces populations ont souffert à des degrés divers des maladies infectieuses comme la variole importées par les explorateurs européens.

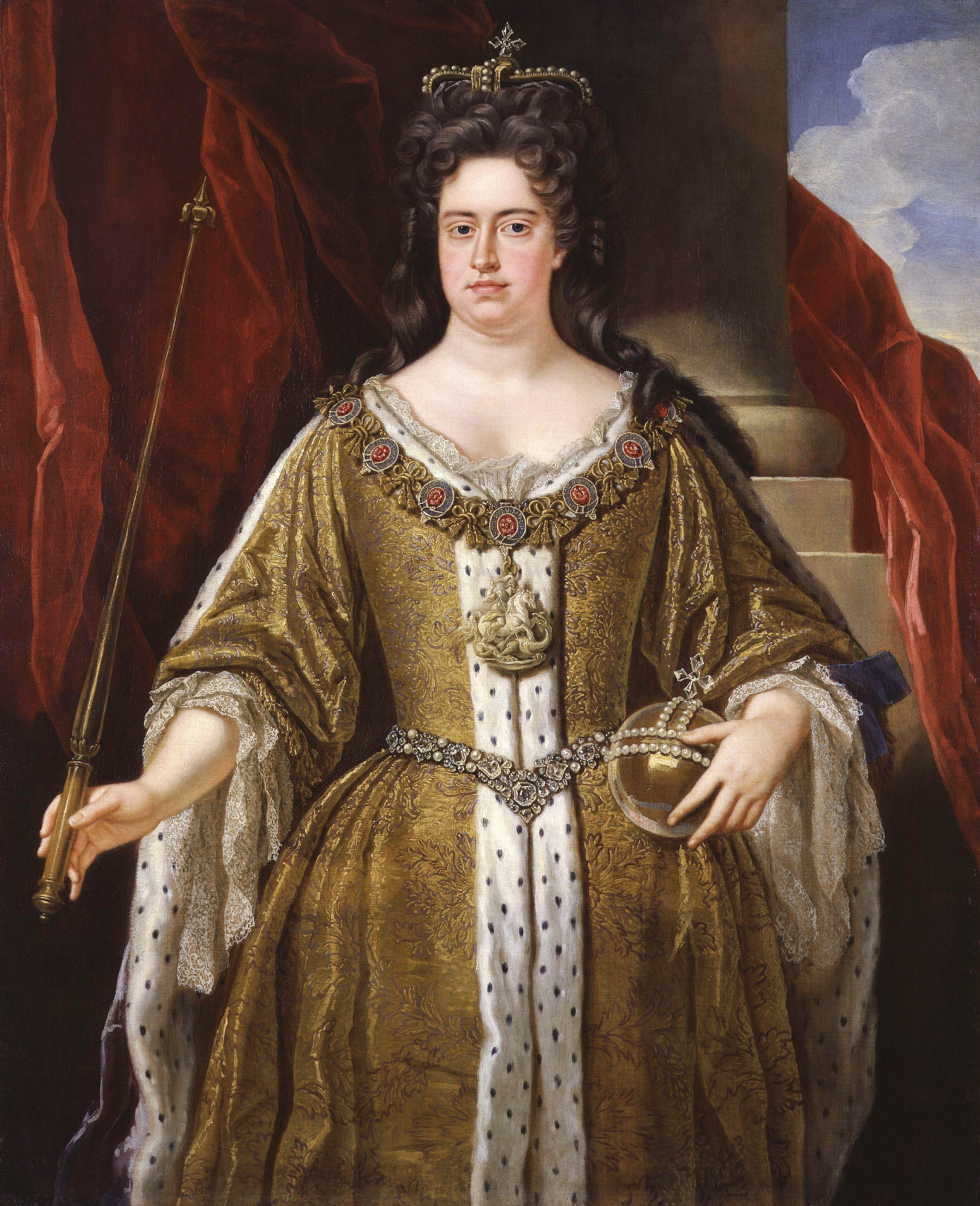
Anne était la souveraine britannique durant la guerre de Succession d'Espagne.

L'arrivée des Français dans le sud menaçait les liens commerciaux existants entre les colons de Virginie et les tribus de l'intérieur des terres et les revendications espagnoles aggravèrent les tensions entre les trois puissances. L'Espagne et la France, alliés dans ce conflit, avaient été adversaires lors de la récente guerre de la Ligue d'Augsbourg. Les revendications territoriales conflictuelles entre la Floride et la Caroline se superposèrent à l'animosité entre les catholiques espagnols et les protestants anglais.
Au nord, le conflit comportait une forte composante économique en plus des disputes territoriales. Terre-Neuve accueillait la colonie britannique de Saint-Jean et la colonie française de Plaisance ainsi qu'une multitude de petites implantations parfois temporaires établies par des pêcheurs venus d'Europe. Les 2 000 colons anglais et les 1 000 colons français vivant en permanence sur l'île étaient en concurrence pour le contrôle de la pêche dans les Grands Bancs. Cette zone de pêche était également utilisée par les pêcheurs d'Acadie (région recouvrant l'actuelle Nouvelle-Écosse et le Nouveau-Brunswick) et du Massachusetts. La frontière entre la Nouvelle-France et le Massachusetts était mal définie. Il existait un campement français dans la baie de Penobscot près de l'actuel Castine (Maine) qui avait déjà été le théâtre d'une bataille durant la première guerre intercoloniale. Les zones frontalières entre le fleuve Saint-Laurent et les implantations sur la côte atlantique étaient encore dominées par les tribus amérindiennes (principalement les Iroquois et les Abenaquis) et le corridor Hudson (fleuve)-lac Champlain avait déjà été utilisé pour des raids lors des guerres précédentes. Même si la menace indienne avait faibli du fait de la baisse de population liée aux maladies et aux guerres, ils restaient cependant suffisamment puissants pour menacer les colonies les plus éloignées.
Les territoires de la baie d'Hudson (connus par les Anglais sous le nom de Terre de Rupert) ne furent pas vraiment impliqués dans le conflit. Bien qu'il y ait eu de nombreuses disputes entre les compagnies commerciales françaises et anglaises dans les années 1680 et 1690, le traité de Ryswick accorda le territoire à la France à l'exception d'un avant-poste. Le seul incident de la guerre fut une attaque française sur cet avant-poste en 1709. La compagnie britannique de la baie d'Hudson, mécontente de la répartition effectuée à Ryswick, fit pression pour obtenir la rétrocession de ces territoires lors des négociations de paix.

## Technologie et organisation
La technologie militaire utilisée en Amérique du Nord n'était pas aussi développée qu'en Europe. Seules quelques implantations possédaient des fortifications en pierre au début de la guerre, parmi lesquelles St. Augustine, Boston, Québec et St. John's. Certains villages frontaliers étaient protégés par une palissade en bois, mais la plupart ne disposaient que de maisons fortifiées équipées d'embrasures à travers lesquelles les défenseurs pouvaient tirer, et des surplombs pour pouvoir tirer sur les assaillants en contrebas.
Les Européens étaient généralement équipés de mousqueta à âme lisse pouvant tirer jusqu'à 90 m, mais la précision devenait aléatoire au-delà de 50 m. Certains colons disposaient de piques, et les Amérindiens étaient équipés avec des armes européennes ou avec des armes plus primitives, comme des tomahawks ou des arcs. Les canons et les autres types d'artillerie étaient rares mais étaient les seules armes efficaces pour attaquer des défenses solides.
Les colons anglais étaient généralement organisés en milice et leurs colonies ne disposaient pas d'une présence militaire professionnelle sauf en petit nombre dans certaines communautés de Terre-Neuve. Les Français étaient également organisés en milice, mais il existait une force professionnelle, appelée « troupes de la marine ». Ces unités étaient commandées par des officiers expérimentés et les soldats étaient recrutés en France. Leur nombre variait entre 500 et 1 200 répartis dans tous les territoires de Nouvelle-France avec une plus grande concentration dans les centres de population.
La Floride espagnole était défendue par quelques centaines de soldats réguliers. La politique espagnole était de pacifier les Amérindiens au sein de son territoire, mais ils ne recevaient pas d'armes. Cette politique eut des conséquences désastreuses, les 8 000 Amérindiens avant-guerre étant réduits à 200 après les raids anglais du début des hostilités.

## Opérations militaires

### Floride et Caroline
D'éminents colons français et anglais comprirent au début du XVIIIe siècle que le contrôle du Mississippi était un avantage considérable dans les développements futurs et le commerce et chacun d'entre eux mit en place des stratégies pour gêner les actions des concurrents. L'explorateur canadien d'origine française Pierre Le Moyne d'Iberville avait développé un "Projet sur la Caroline" après la dernière guerre prévoyant d'établir des relations avec les indigènes du bassin du Mississippi en vue de chasser les Anglais du continent ou au moins jusqu'aux zones côtières. Afin de mettre en place ce grand projet, il redécouvre l'embouchure du Mississippi (qui avait été découverte par La Salle en 1670) et y fonde Fort Maurepas en 1699. À partir de cette base et de Fort Louis de la Louisiane (fondé en 1702), il commence à établir des relations avec les Choctaw, les Chicachas, les Natchez et d'autres tribus.

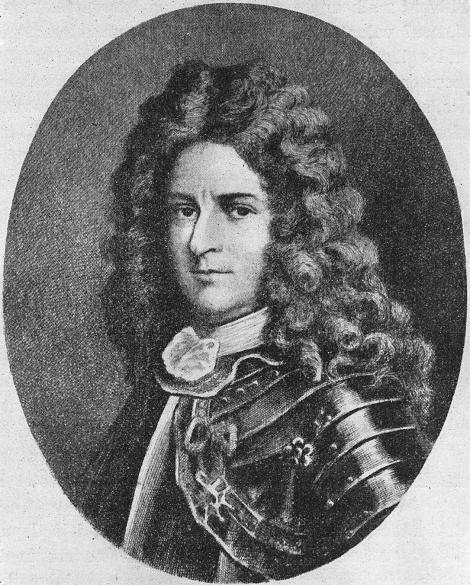
Pierre Le Moyne d'Iberville contribua aux efforts français pour le contrôle du Mississippi et du commerce dans la zone

Depuis la fondation de la province de Caroline en 1670, les explorateurs et les marchands anglais avait établi un important réseau commercial dans la partie sud-est du continent s'étendant jusqu'au Mississippi. Les dirigeants, qui avaient peu de respect pour les Espagnols de Floride comprirent la menace posée par l'arrivée des Français sur la côte. Joseph Blake, le gouverneur de la Caroline jusqu'à sa mort en 1700 et James Moore, son successeur en 1702 articulèrent l'expansion anglaise vers le sud et l'ouest aux dépens des intérêts français et espagnols.
En janvier 1702, avant le début de la guerre en Europe, d'Iberville avait approché les Espagnols pour leur recommander d'armer les Amérindiens et de les envoyer affronter les Anglais et leurs alliés. Ces derniers organisèrent une expédition sous le commandement de Francisco Romo de Uriza qui quitta Pensacola en août en direction des centres commerciaux de l'arrière-pays. Les Anglais, avertis du lancement de l'expédition organisèrent la défense sur la rivière rivière Flint et battirent l'armée espagnole.
Lorsque la déclaration officielle de guerre arriva, le gouverneur Moore organisa une attaque contre la Floride espagnole. En 1702, 500 soldats anglais (miliciens et réguliers) et 300 Indiens capturèrent et brulèrent la ville de Saint Augustine en Floride. Ils furent cependant incapables de prendre la forteresse principale et se retirèrent lorsqu'une flotte espagnole arriva depuis La Havane. En 1706, une nouvelle attaque navale espagnole contre Charleston fut repoussée.
Les Apalaches et les Timucua de Floride furent presque exterminés après une série d'expéditions menées par Moore en 1704. La plupart des survivants furent déplacés vers la rivière Savannah, où ils furent confinés dans des réserves ou utilisés comme esclaves. Les raids généralement menés par les Indigènes avec quelques Européens continuèrent dans les années suivantes avec d'importantes expéditions dirigées sur Pensacola en 1707 et Mobile en 1709,.
Les tribus Creeks, Chicachas et Yamasee, armés et commandés par les Anglais, dominèrent ce conflit aux dépens des Apalaches, des Timucua et des Choctaw.

### Nouvelle-Angleterre et Acadie

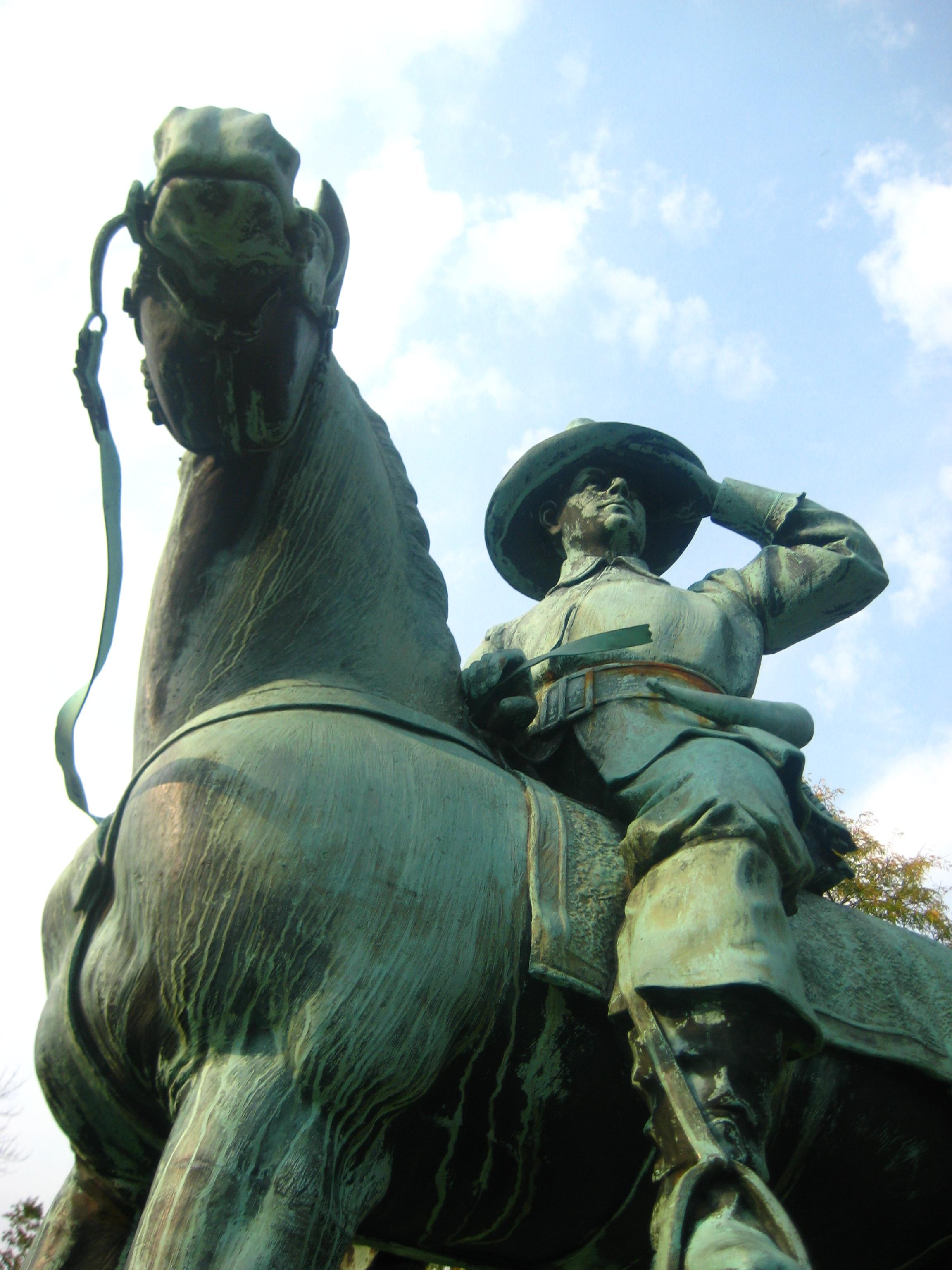
Située à Walpole dans le Massachusetts, cette statue équestre représente le lieutenant Lewis, un officier anglais de la deuxième guerre intercoloniale.

En 1703, Alexandre Leneuf de La Vallière de Beaubassin qui commandait quelques Franco-canadiens et 500 Amérindiens mena des attaques sur les implantations de Nouvelle-Angleterre depuis Wells jusqu'à Falmouth (actuel Portland). Ils tuèrent ou capturèrent plus de 160 colons. En février 1704, Jean-Baptiste Hertel de Rouville mena 200 Amérindiens Abénaquis et Caughnawaga ainsi que 50 Franco-canadiens lors du raid sur Deerfield dans la Province de la baie du Massachusetts et détruisit la ville. Plus de 100 colons furent faits prisonniers et emmenés vers le nord jusqu'à Kahnawake près de Montréal où la plupart des enfants survivants furent adoptés par les Mohawks. Plusieurs adultes furent par la suite relâchés ou échangés contre des prisonniers français. Incapable de s'opposer efficacement à ces raids, les colons de Nouvelle-Angleterre répondirent en lançant une expédition contre l'Acadie. Mené par un vétéran des guerres contre les indiens, Benjamin Church, l'expédition pille Grand-Pré, l'Isthme de Chignectou et d'autres implantations. Les rapports français avancent que Church avait tenté une attaque sur la capitale de l'Acadie Port Royal mais le compte-rendu de Church décrit un conseil de guerre durant lequel l'attaque fut rejetée.
Les raids continuèrent dans le nord du Massachusetts en 1705 sans que les Anglais ne soient capables de monter une défense efficace. En effet, la rapidité des raids ne laissait pas le temps aux forces pour s'organiser et les raids de représailles ne tombaient que sur des campements vides. Les raids menés par les Indiens, parfois aidés par les Français, continuèrent jusqu'à la fin de la guerre.
En mai 1707, le gouverneur du Massachusetts Joseph Dudley organisa une expédition pour prendre Port Royal. Menés par John March, 1 600 hommes tentèrent sans succès de prendre la ville et une nouvelle expédition en août fut également repoussée. En réponse, les Français développèrent un ambitieux plan visant à piller la plus grande partie des implantations du New Hampshire le long de la rivière Piscataqua. Cependant, le support indien nécessaire ne se réalisa pas et la ville du Massachusetts Haverhill fut attaquée à la place. En 1709, Philippe de Rigaud de Vaudreuil, gouverneur de Nouvelle-France rapporta que les deux-tiers des terres au nord de Boston étaient abandonnées du fait des raids amérindiens et français.
En septembre 1710, 3 600 Britanniques et les forces coloniales menées par Francis Nicholson capturent Port Royal après un siège d'une semaine. Cela mit fin au contrôle français sur la partie péninsulaire de l'Acadie (actuelle Nouvelle-Écosse) même si la résistance continua jusqu'à la fin de la guerre.

### Expéditions contre Québec
Les Français du Canada, cœur de la Nouvelle-France s'opposaient à une attaque contre la Province de New York. Ils ne souhaitaient pas énerver les Iroquois qu'ils craignaient plus que les Britanniques et avec lesquels ils avaient signé la Grande paix de Montréal en 1701. Les marchands de New York étaient opposés à une attaque de la Nouvelle-France car cela interromprait le lucratif commerce des fourrures dont la plus grande partie venait du Canada français. En dépit des efforts de Peter Schuyler, le commissaires aux affaires indiennes d'Albany, pour les impliquer dans la guerre, les Iroquois maintinrent leur neutralité tout au long du conflit.
Francis Nicholson et Samuel Vetch organisèrent une ambitieuse attaque en 1709 contre la Nouvelle-France avec le soutien financier et logistique de la reine. Le plan impliquait un assaut terrestre sur Montréal via le lac Champlain et une attaque maritime contre Québec. L'expédition terrestre atteignit le sud du Lac Champlain mais fut rappelée car le soutien naval promis contre Québec n'était pas disponible (ces forces furent déroutées pour soutenir le Portugal). Les Iroquois avaient fait de vagues promesses de support mais retardèrent l'envoi de renforts jusqu'à ce qu'il devienne clair que l'expédition allait échouer. Après cet échec, Nicholson et Schuyler voyagèrent jusqu'à Londres accompagnés par le roi Hendrick et d'autres sachems pour éveiller l'intérêt sur la guerre en Amérique du Nord. La délégation indienne fit sensation à Londres et la reine Anne leur accorda une audience et fournit le support nécessaire à la capture de Port Royal par Nicholson en 1710. Armé de ce succès, Nicholson retourna en Angleterre et reçut une aide pour une nouvelle offensive sur Québec en 1711.
Cette offensive prévoyait une attaque par la mer mais son exécution fut un désastre. Une flotte de 15 navires de ligne et des transports menée par l'amiral Hovenden Walker arriva à Boston en juin avec 5 000 hommes. Cette arrivée doubla la population de la ville ce qui rendit difficile la mise en place de la logistique. L'expédition partit en direction de Québec à la fin du mois de juillet mais en entrant dans le golfe du Saint-Laurent, plusieurs navires heurtèrent des récifs près de l'île aux Œufs. Après la mort de 700 soldats, Walker dut annuler l'expédition. Dans le même temps, Nicholson parti en direction de Montréal par la terre se trouvait au niveau du lac George lorsque la nouvelle du désastre de Walker lui parvint et il fit demi-tour. Au cours de cette expédition, les Iroquois fournirent plusieurs centaines de combattants aux Britanniques mais envoyèrent également des avertissements aux Français.

### Terre-Neuve

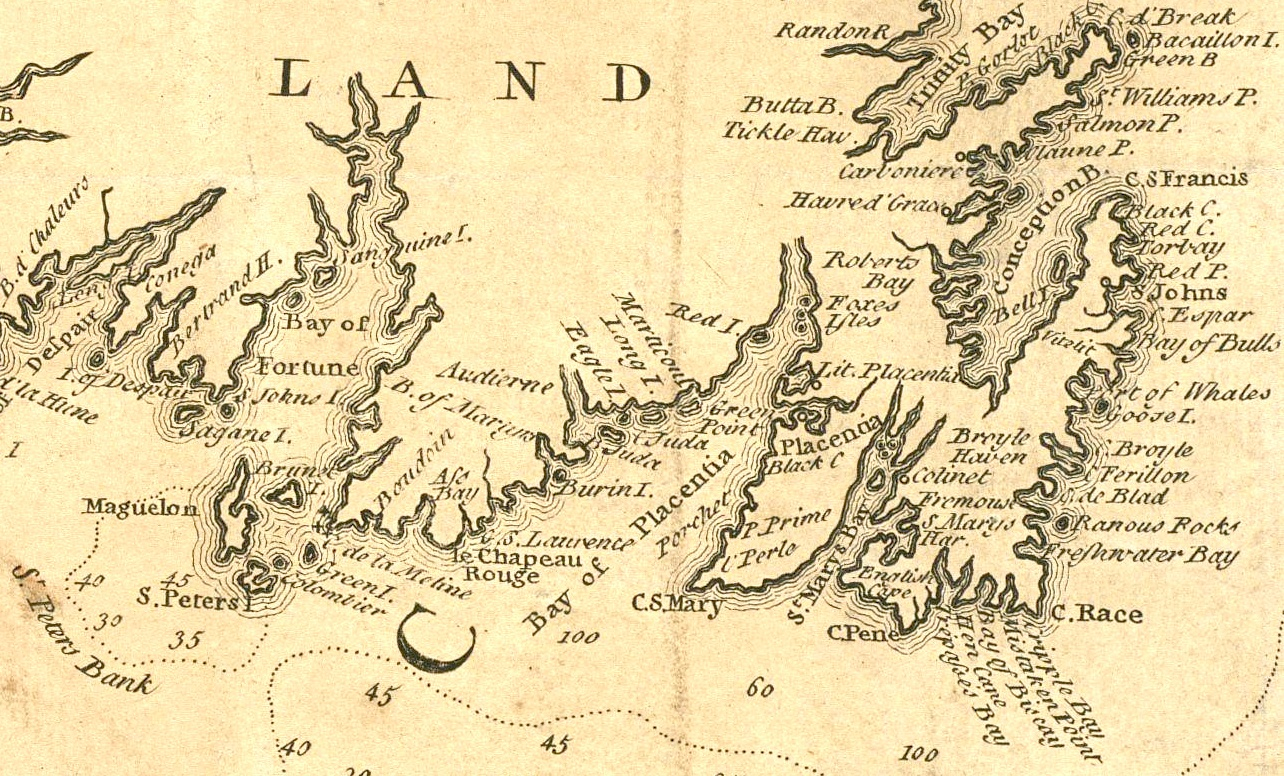
Cette carte de 1744 montre la Péninsule d'Avalon de Terre-Neuve où la plupart des combats eurent lieu

Les côtes de Terre-Neuve étaient parsemées de petites communautés françaises et anglaises avec quelques stations de pêches occupées temporairement par les pêcheurs d'Europe. Les deux camps avaient fortifié leurs villes principales, les Français à Plaisance sur la côte occidentale de la péninsule d'Avalon et les Anglais à Saint-Jean dans la Baie de la Conception. Durant la première guerre intercoloniale, d'Iberville avait détruit la plupart des implantations anglaises ; l'île devint à nouveau un champ de bataille en 1702. En août, une flotte anglaise sous le commandement du commodore John Leake mena des raids sur les villes côtières mais n'attaqua pas Plaisance. Durant l'hiver 1705, Daniel d'Auger de Subercase, le gouverneur français de Plaisance contre-attaqua en menant une attaque combinée avec les Micmacs qui détruisit plusieurs campements anglais et tenta sans succès de prendre le Fort Williams défendant St. John's. Les Français et leurs alliés amérindiens continuèrent de harceler les Anglais tout au long de l'été et causèrent 188 000 £ de dégâts aux établissements anglais. Les Anglais envoyèrent une flotte en 1706 qui détruisit les avant-postes de pêche français sur la côte nord de l'île. En décembre 1708, une force combinée de Français, de Canadiens et de volontaires micmacs prirent St. Johns et détruisirent les fortifications. Manquant de ressources pour tenir la ville, St. John's est abandonnée et sera réoccupée et refortifiée par les Britanniques en 1709. La même-expédition française tenta sans succès de prendre Ferryland au sud de St. John's.

## Paix
En 1712, la Grande-Bretagne et la France signent un armistice et un traité de paix définitif est signé l'année suivante. La Nouvelle-France fait les frais de la déconfiture française en Europe. D'après les termes du traité d'Utrecht de 1713, la Grande-Bretagne obtient l'Acadie (qu'elle renomme Nouvelle-Écosse), la souveraineté sur Terre-Neuve, la Baie d'Hudson et Saint-Christophe dans les Antilles. La France reconnait la suzeraineté britannique sur les Iroquois et accepte que le commerce avec les Amérindiens de l'intérieur des terres soit ouvert à toutes les nations. Elle conserve cependant toutes les îles du Golfe du Saint-Laurent, dont l'Île du Cap-Breton, les zones de pêche de la région et le droit de sécher le poisson sur la côte nord-ouest de Terre-Neuve.

## Conséquences

### Colonies du Sud

Colonies européennes après la guerre

L'économie et la population de la Floride espagnole ne se relevèrent jamais vraiment des effets de la guerre, et la colonie fut cédée à la Grande-Bretagne après le traité de Paris, mettant fin à la guerre de Sept Ans. Les Amérindiens qui avaient été déplacés le long de la côte atlantique furent irrités par le pouvoir britanniques tout comme ceux qui avaient combattu du côté britannique. Ce mécontentement dégénéra en guerre en 1715, qui menaça la survie de la colonie de Caroline du Sud. La perte de population dans les territoires espagnols contribua à la création en 1732 de la Province de Géorgie. À la suite des actions militaires de John Moore, de nombreux Tuscaroras fuirent vers le nord pour rejoindre leurs cousins linguistiques, les Iroquois.
Les couts économiques de la guerre furent élevés dans les colonies anglaises du sud dont celles qui ne furent pas affectées par les combats. La Virginie, le Maryland et (dans une moindre mesure) la Pennsylvanie furent très touchées par le cout du transport de leurs productions (principalement le tabac) vers les marchés européens mais également par les mauvaises récoltes. La Caroline du Sud vit un accroissement significatif de sa dette à la suite des opérations militaires.

### Nouvelle-Angleterre
Bien que le Massachusetts et le New Hampshire aient été sur la ligne de front, les colonies de Nouvelle-Angleterre furent moins économiquement touchées que les autres régions. L'importance de Boston en tant que centre de commerce et de construction navale combinée à l'apport financier lié aux dépenses militaires de l'expédition de 1711 annula certains des couts de la guerre.

### Terre-Neuve et Acadie
La perte de Terre-Neuve et de l'Acadie réduisit la présence française sur la côte atlantique à l'île du Cap-Breton. Les colons français de Terre-Neuve y furent déplacés et créèrent la colonie de l'Île-Royale et la Forteresse de Louisbourg durant les années suivantes. Cette présence combinée avec le droit d'utiliser les côtes de Terre-Neuve entraina des tensions continues entre les intérêts français et britanniques, qui ne furent résolues qu'à la fin du XVIIIe siècle.
Les effets économiques de la guerre furent sévères à Terre-Neuve avec le nombre de flotte de pêche fortement réduit. Les Britanniques tentèrent d'empêcher les navires espagnols de venir pêcher dans les eaux de Terre-Neuve mais ces derniers arboraient souvent des drapeaux anglais pour échapper aux contrôles.
La capture de l'Acadie par les Britanniques eut des conséquences à long terme pour les Acadiens et les Micmacs vivant dans la région. La domination britannique sur la Nouvelle-Écosse était initialement plutôt ténue, et la situation fut exploitée par les chefs de la résistance. Les relations se détériorèrent quand les Britanniques progressèrent dans les territoires micmacs de Nouvelle-Écosse et également le long de la côte du Maine, souvent en violation des traités précédents. Comme ni les Abénaquis ni les Micmacs n'étaient reconnus dans le traité d'Utrecht, ils résistèrent à ces incursions dans leurs territoires. La Dummer's War, encouragé par les Français comme Sébastien Rale, dura de 1722 à 1727.
Les relations avec les Acadiens conquis furent également tendues. Les demandes britanniques répétées pour que les Acadiens prêtent serment à la couronne britannique étaient rejetées et les Acadiens furent finalement chassés vers l'Île-Royale et l'Île-Saint-Jean (actuelle Île-du-Prince-Édouard). Le Père Jean-Louis Le Loutre et d'autres chefs français ainsi que leurs alliés micmacs organisèrent une guerre de guérilla pour lutter contre l'expansion des implantations protestantes en Nouvelle-Écosse.
Les tensions n'étaient toujours pas réglées au sujet de la frontière entre les colonies françaises et britanniquea. Le traité de paix était très vague à ce sujet. Les disputes au sujet de l'Acadie, qui se transformèrent en conflit ouvert lors de la troisième guerre intercoloniale durant les années 1740, ne seront définitivement résolues qu'avec la conquête de tous les territoires français d'Amérique du Nord lors de la guerre de la Conquête en 1763.

### Sources et bibliographie
- (en) Charles W. Arnade, « The English Invasion of Spanish Florida, 1700–1706 », The Florida Historical Quarterly, vol. 41, no 1,‎ juillet 1962, p. 29–37 (lire en ligne)
- (en) George Bryce, The Remarkable History of the Hudson's Bay Company, Londres, S. Low, Marston & Co, 1900 (OCLC 11092807)
- (en) William James Cooper et Tom E. Terrill, The American South : A History, vol. 1, Lanham, MD, Rowman and Littlefield, 1999, 4e éd., 478 p. (ISBN 978-0-7425-6094-9, OCLC 227328018, LCCN 2008019951)
- (en) James Covington, « Migration of the Seminoles into Florida, 1700–1820 », The Florida Historical Quarterly, vol. 46, no 4,‎ avril 1968, p. 340–357 (lire en ligne)
- (en) Verner W. Crane, « The Southern Frontier in Queen Anne's War », The American Historical Review, vol. 24, no 3,‎ avril 1919, p. 379–395 (lire en ligne)
- (en) Wesley Frank Craven, The Colonies in Transition : 1660–1713, New York, Harper & Row, 1968 (OCLC 423532)
- (en) Samuel Adams Drake, The Border Wars of New England, New York, C. Scribner's Sons, 1910 (1re éd. 1897) (OCLC 2358736, lire en ligne)
- (en) William J. Eccles, The Canadian Frontier, 1534–1760, Albuquerque, NM, UNM Press, 1983, 238 p., poche (ISBN 978-0-8263-0706-4, OCLC 239773206, LCCN 83005753, lire en ligne)
- (en) Naomi Elizabeth Saundaus Griffiths, From Migrant to Acadian : a North American Border People, 1604–1755, Montréal, McGill-Queen's University Press, 2005, 633 p. (ISBN 978-0-7735-2699-0, OCLC 180773040, LCCN 2006540296, lire en ligne)
- (en) Jay Higginbotham, Old Mobile : Fort Louis de la Louisiane, 1702–1711, Tuscaloosa, AL, University of Alabama Press, 1991 (1re éd. 1977), 585 p., poche (ISBN 978-0-8173-0528-4, OCLC 22732070, LCCN 90022776, lire en ligne)
- (en) Robert Leckie, A Few Acres of Snow : the Saga of the French and Indian Wars, New York, John Wiley, 1999, 388 p. (ISBN 978-0-471-24690-9, OCLC 39739622, LCCN 98031023)
- (en) William MacVicar, A Short History of Annapolis Royal : the Port Royal of the French, From its Settlement in 1604 to the Withdrawal of the British Troops in 1854, Toronto, Copp, Clark, 1897 (OCLC 6408962, lire en ligne)
- (en) Bill Marshall et Christina Johnston, France and the Americas : Culture, Politics, and History, Oxford, ABC-Clio, 2005, 1297 p. (ISBN 978-1-85109-411-0, OCLC 264795152, lire en ligne)
- (en) Peter C. Newman, Company of Adventurers : The Story of the Hudson's Bay Company, Markham, ON, Viking, 1985 (ISBN 978-0-670-80379-8, OCLC 12818660)
- (en) Steven J. Oatis, A Colonial Complex : South Carolina's Frontiers in the Era of the Yamasee War, 1680–1730, Lincoln, NB, University of Nebraska Press, 2004, 399 p. (ISBN 978-0-8032-3575-5, OCLC 470278803, LCCN 2004010596, lire en ligne)
- (en) Francis Parkman, A Half-Century of Conflict, vol. 1, Boston, Little, Brown, 1892 (OCLC 767873, lire en ligne)
- (en) Francis Parkman, Montcalm and Wolfe : France and England in North America, vol. 1, Boston, Little, Brown, 1897 (OCLC 7850560, lire en ligne)
- (en) Howard Peckham, The Colonial Wars, 1689–1762, Chicago, University of Chicago Press, 1964 (OCLC 1175484)
- (en) Geoffrey Plank, An Unsettled Conquest : The British Campaign Against the Peoples of Acadia, Philadelphie, University of Pennsylvania Press, 2001, 1re éd., 256 p., poche (ISBN 978-0-8122-1869-5, OCLC 424128960, lire en ligne)
- (en) Peter Edward Pope, Fish Into Wine : The Newfoundland Plantation in the Seventeenth Century, Chapel Hill, NC, University of North Carolina Press, 2004, 463 p. (ISBN 978-0-8078-2910-3, OCLC 470480894, LCCN 2004002521, lire en ligne)
- (en) Daniel Woodley Prowse, A History of Newfoundland : from the English, Colonial, and Foreign Records, Londres, Eyre and Spottiswoode, 1896 (OCLC 3720917, lire en ligne)
- (en) John Reid, Maurice Basque, Elizabeth Mancke, Barry Moody, Geoffrey Plank et William Wicken, The 'Conquest' of Acadia, 1710 : Imperial, Colonial, and Aboriginal Constructions, Toronto, University of Toronto Press, 2004 (ISBN 978-0-8020-3755-8, OCLC 249082697, LCCN 2004267056)
- (en) N. A. M Rodger, The Command of the Ocean : a Naval History of Britain, 1649–1815, vol. 2, New York, W. W. Norton, 2005, 907 p. (ISBN 978-0-393-06050-8, OCLC 186575899, LCCN 2004061665)
- (en) Nathaniel Bradstreet Shurtleff, A Topographical and Historical Description of Boston, Boston, Boston City Council, 1871 (OCLC 4422090, lire en ligne)
- (en) Norman Stone, The Times Atlas of World History, Maplewood, NJ, Hammond, 1989, 3e éd. (ISBN 978-0-7230-0304-5), p. 161, 165
- (en) Alan Clapp Thomas, A History of England, Boston, D. C. Heath, 1913 (OCLC 9287320, lire en ligne)
- (en) Gregory A. Waselkov et Thomas M. Hatley, Powhatan's Mantle : Indians in the Colonial Southeast, Lincoln, University of Nebraska Press, 2006, 550 p., poche (ISBN 978-0-8032-9861-3, OCLC 266703190, LCCN 2006014921, lire en ligne)
- (en) David Weber, The Spanish Frontier in North America, New Haven, Yale University Press, 2000, 579 p., poche (ISBN 978-0-300-05917-5, LCCN 92006657, lire en ligne)
- (en) Justin Winsor, Narrative and Critical History of America, vol. 5, Boston, Houghton Mifflin, 1887 (OCLC 3523208, lire en ligne)
- (en) J. Leitch et Jr. Wright, Anglo-Spanish Rivalry in North America, Athens, GA, University of Georgia Press, 1971 (ISBN 978-0-8203-0305-5, OCLC 213106, LCCN 72156039)